# エフエム西東京
株式会社エフエム西東京（エフエムにしとうきょう）は、東京都西東京市と周辺の一部地域を放送区域として超短波放送（FM放送）を営む特定地上基幹放送事業者である。エフエム西東京そのままの愛称でコミュニティ放送を行っている。

## 概要
1998年（平成10年）開局。オープン時は「笑顔発信中!FM西東京」をキャッチフレーズに24時間放送していた（のちに朝5時から25時→24時30分に変更）。編成スタイルは市民参加型・地域情報の伝達が多い。災害発生時は協定を結ぶ西東京消防署、西東京市と連携して情報発信を行う。
可聴範囲は西東京市および周辺地域、可聴範囲人口は約40万人、可聴範囲世帯数は約19万世帯。
なお、西東京市を主なエリアとする放送局であるが、西東京市発足は本局開局後（2001年）であり、「西東京」の名称は本局が先に名乗ったことになる。

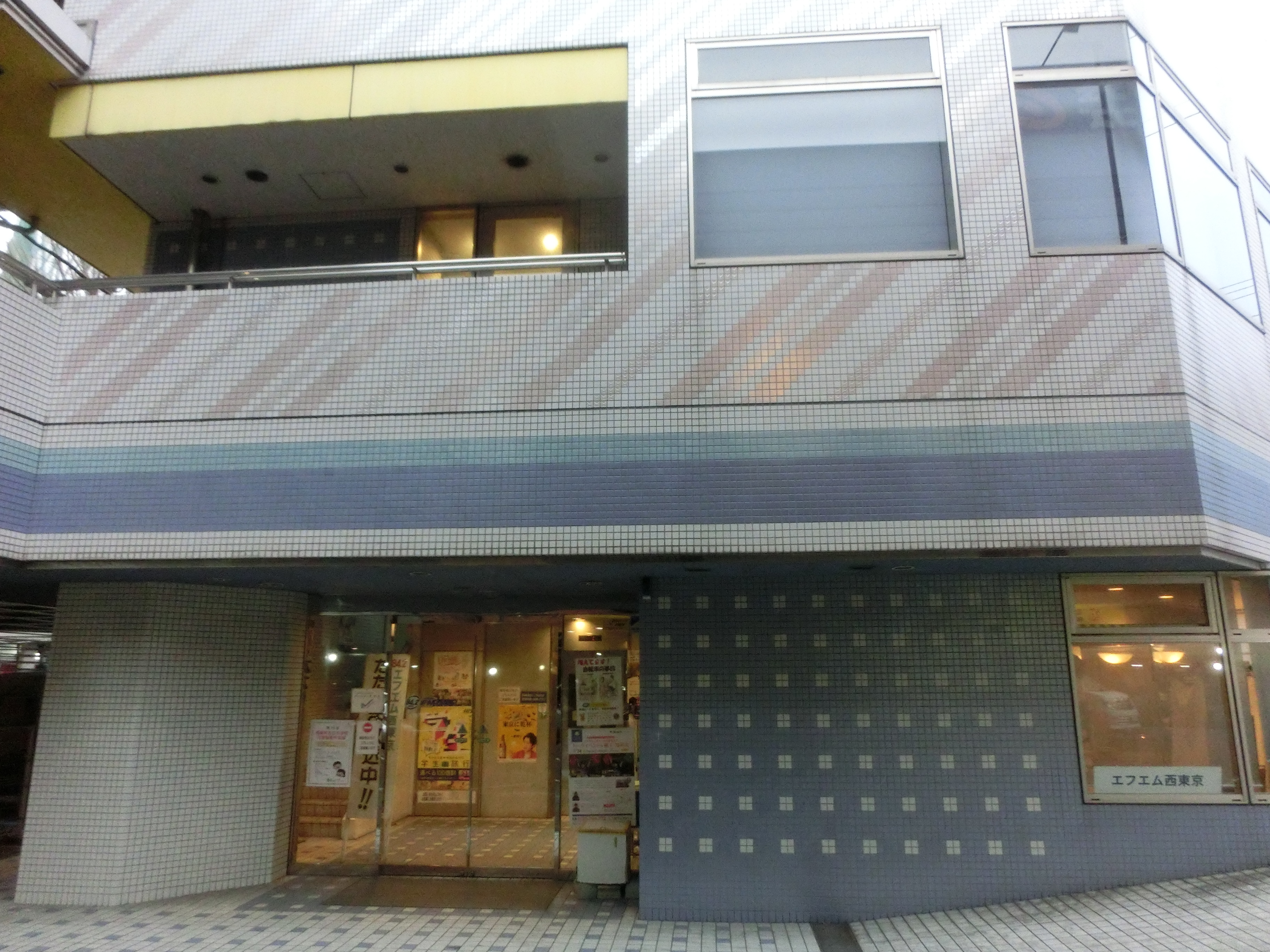
田無ファミリーランド内FM西東京スタジオ棟玄関口

## 沿革
- 1997年（平成9年）
  - 6月5日　株式会社エフエム西東京設立。
  - 10月22日　放送局（現特定地上基幹放送局）の予備免許取得、空中線電力は10W。
- 1998年（平成10年）
  - 1月26日　放送局の免許取得。
  - 1月31日　開局。
- 2010年（平成22年）
  - 7月5日　SimulRadioに加盟、インターネットでの聴取が可能となる。
- 2013年（平成25年）
  - 10月1日　配信先をJCBAインターネットサイマルラジオに変更。
- 2020年（令和2年）
  - 4月1日　配信先をFM++に変更。
  - 4月4日　アスタ西東京と共同で田無駅北口に『まちテナ西東京』を開設[3]。同局のサテライトスタジオを併設[3]。
- 2021年（令和3年）
  - 1月　番組改編を実施。放送終了時間を24時30分に変更したほか、平日の生放送番組を昼と夕方から夕方に1本化[4]。

### 出資者・スポンサー
田無ファミリーランドグループの一つである。グループについては後述。
- 出資者：田無タワー、田無ファミリーランド、セイガン、すかいらーく、田無都市開発、他
  - 前三者は、マスメディア集中排除原則にいう支配関係にある[5]。
- ナショナルスポンサー: 大成建設
- ローカルスポンサー:西東京郵便局（旧称、田無郵便局）、スカイタワー西東京（田無タワー）、田無ファミリーランド、田無薬品、武蔵野大学ほか

### マスコットキャラクター
- タワーくん - 1997年 - 2020年。西東京スカイタワーを模したキャラクター。
- ラジヲ - 2020年3月から登場。エフエム西東京社長が作ったスパーロボットという設定[6]。ラジカセのような横長の四角い顔で、頭に西東京スカイタワーのシルエットをしたアンテナが立っている。

### サテライトスタジオ

#### まちテナスタジオ

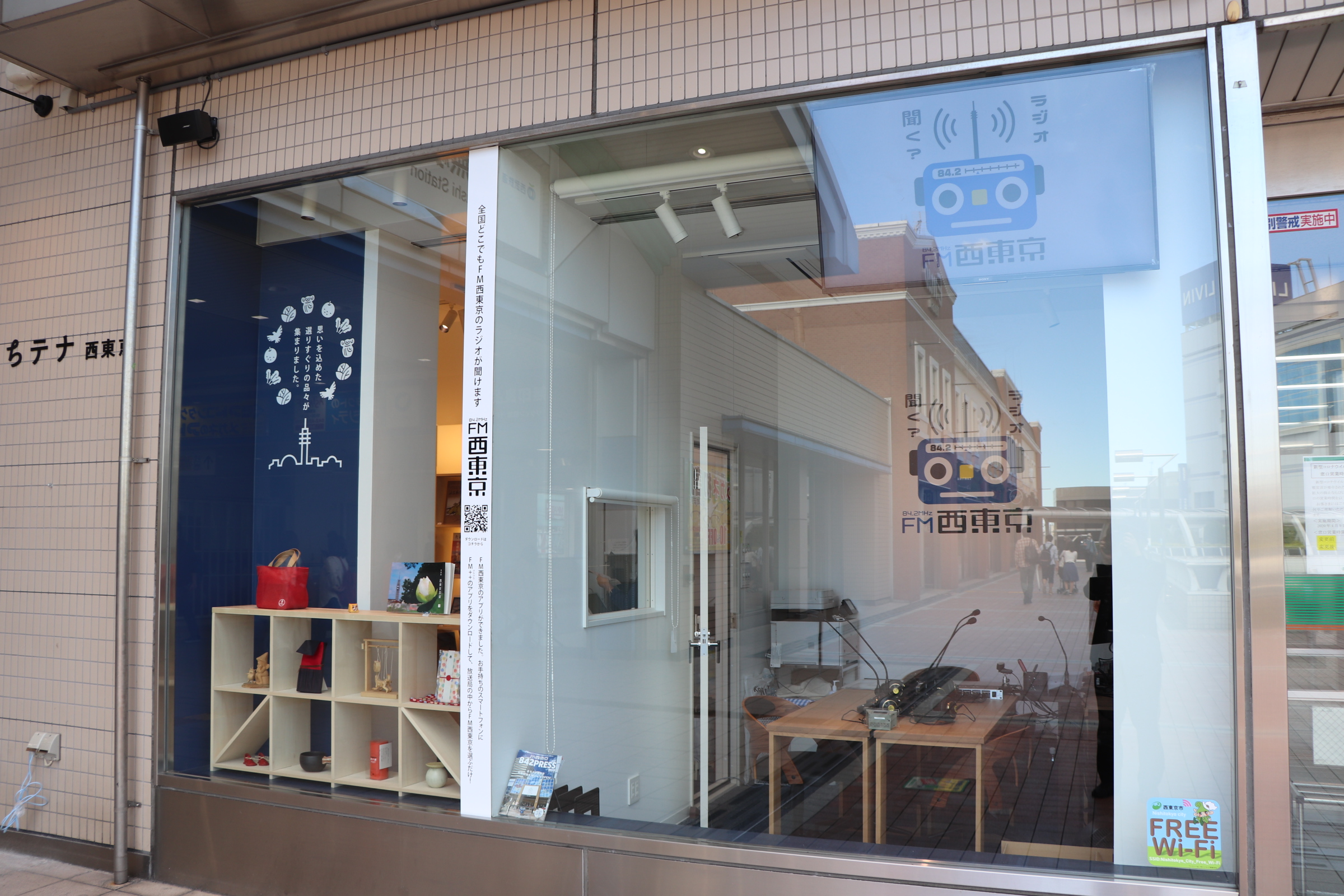
田無駅・まちテナスタジオ、外観（2020年4月）

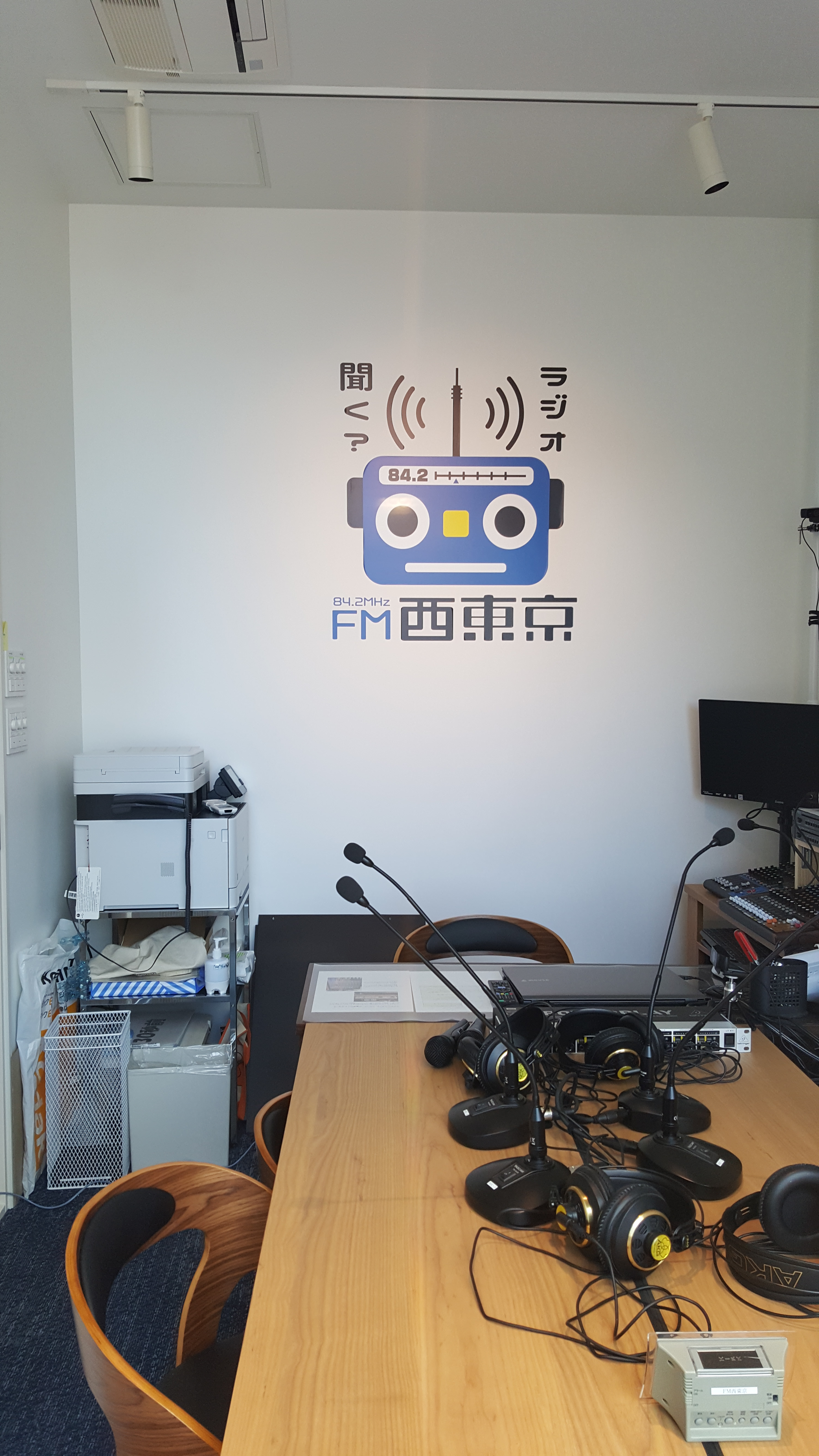
田無駅・まちテナスタジオ、内部（2020年4月）

2020年4月4日、西武新宿線・田無駅北口（旧りそな銀行）にオープン。地域アンテナショップ「まちテナ西東京・まちテナショップ」内に新設された、券売機横に入り口がある駅前スタジオ。ペストリアンデッキに面した部分はガラス張りとなっている。オープンイベントも予定されていたが新型コロナウイルス流行の拡大により中止および延期された。2020年6月中旬から順次ワイド番組の公開放送を開始した。

## 放送内容

### まち情報842
開局から数年間、平日9時から20時、土日10時から18時の定時には「まち情報842」という情報番組を放送し、全国ニュース・地域ニュース・天気・交通情報を伝えていた。そのため、定時で始まる番組は少なかった。この番組の放送時間はまちまちで、7分から30分近くまでと時間やその時の情報により異なる。
全国ニュースは読売新聞社、気象情報はライフビジネスウェザー社、交通情報は日本道路交通情報センターや鉄道各社から配信されているものを使用していた。
平日15時台は地域のイベント主催者への電話インタビュー。平日18時台は中継機材をもったレポーターが市内の施設・店舗を中継する「街角レポート」というコーナーを行っていた。
現在はこの枠が廃止され、生ワイド番組内でそれぞれ情報コーナーを設けて放送されている。

### 他コミュニティ放送局とのネット番組
- FC東京サッカー中継（調布FMとの共同制作）
  - 味の素スタジアムでのホーム戦を中継していたが、2014年（平成26年）をもって終了。
- こわい病気のやさしい話（エフエム甲府にネット）
  - 2014年3月をもって番組終了
- H.I.S. いーたまいーたび（調布FM・むさしのFM・FMたちかわにネット）
  - 2017年9月で番組終了

## 田無ファミリーランドグループ
運営母体は、東京都西東京市にてアミューズメント事業を行っている株式会社田無ファミリーランドである。
同社は同市芝久保町に広大な敷地を有し、ゴルフ練習場、バッティングセンター、パチンコ店の経営を行っており、株式会社エフエム西東京は同社の子会社の一つである。
1965年に田無ゴルフセンターとして創業。1979年に隣接地敷地内にゴーカート場などからなるアミューズメント施設「田無ファミリーランド」を開園し、これが社名の由来となっている。かつてあったゲームセンターやバッティングセンターはアニメ『ケロロ軍曹』、『SHIROBAKO』、ドラマ『ファイヤーレオン』などのロケ地にもなっており、聖地巡礼の場ともなっていた。
同社がコミュニティ放送事業を行うきっかけとなったのは、子会社の一つであった株式会社田無タワー(愛称：スカイタワー西東京)の存在が大きい（2021年をもって筆頭株主を外れ、小泉グループとなった）。
エフエム西東京スタジオ棟のある南側敷地のロビー棟の中に2つのイベントホールを構えている。スタジオ棟は1階が受付、2階がスタジオブース、3階が事業事務所。
都市計画道路整備のため、一部敷地を東京都が買収。2017年11月にバッティングセンター、アミューズメント施設などが減築改修工事のため閉鎖され、跡地の一部にはコーナン商事が食品スーパーロピアを併設したホームセンター「コーナン西東京田無店」「コーナンPRO西東京田無店」を2020年9月に出店した。

### スカイタワー西東京
エフエム西東京のアンテナは、同タワーの中程に設置され、田無方向と保谷方向それぞれに3エレメントの八木アンテナが向けられている。なお、タワー内には非常用のスタジオが設置されており、演奏所が被災しても放送を続ける事が出来る。
スカイタワー西東京がマルチメディアタワーとして認定されるための要件として、地域情報化の推進に寄与することが求められていた。この要件がエフエム西東京が設立された背景にある。
設立時は株式会社田無タワーも株式会社田無ファミリーランドの子会社であり、エフエム西東京とともに田無ファミリーランドのマルチメディア事業部と位置づけられていた。

### 現有施設

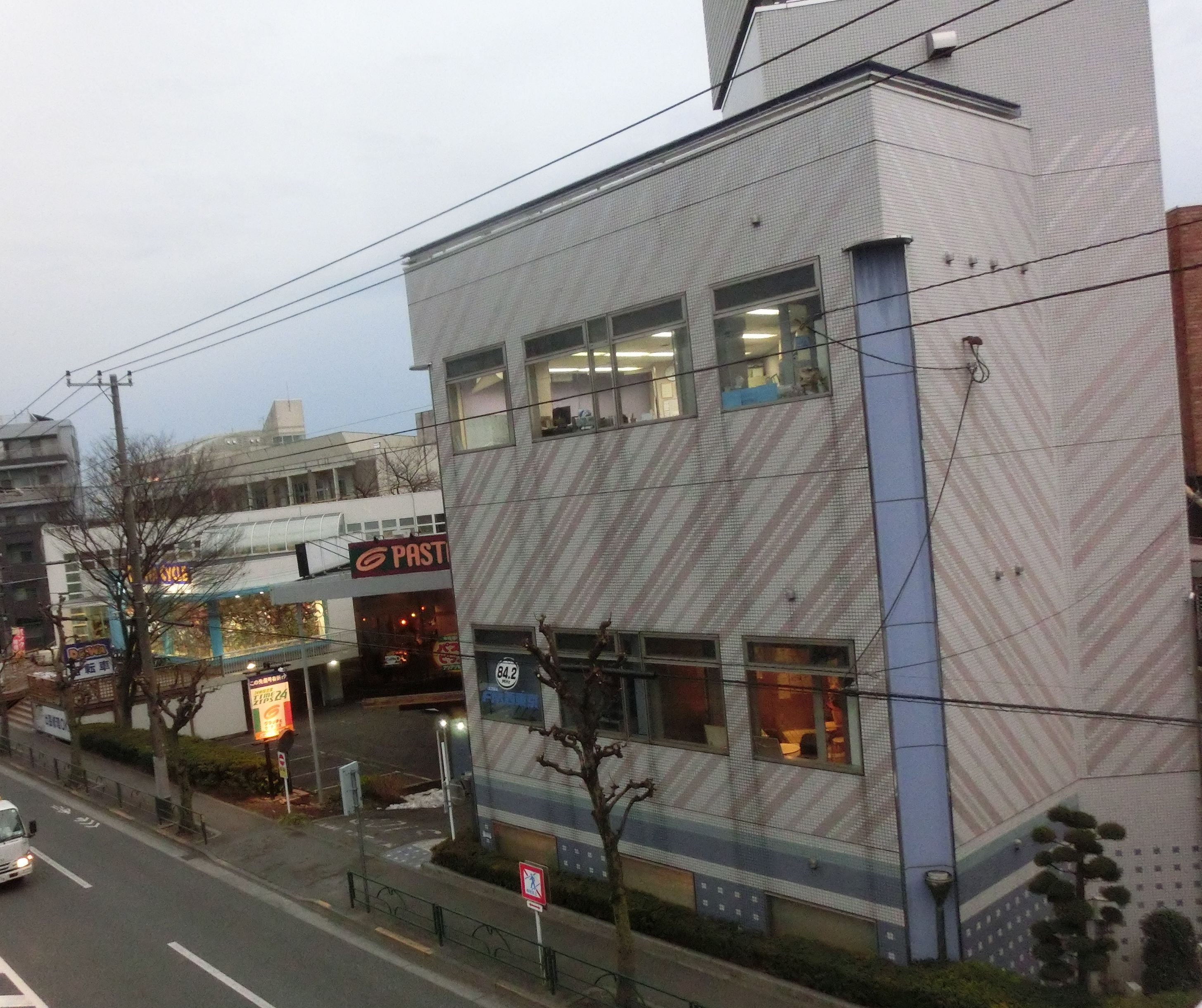
エフエム西東京棟（敷地南側）
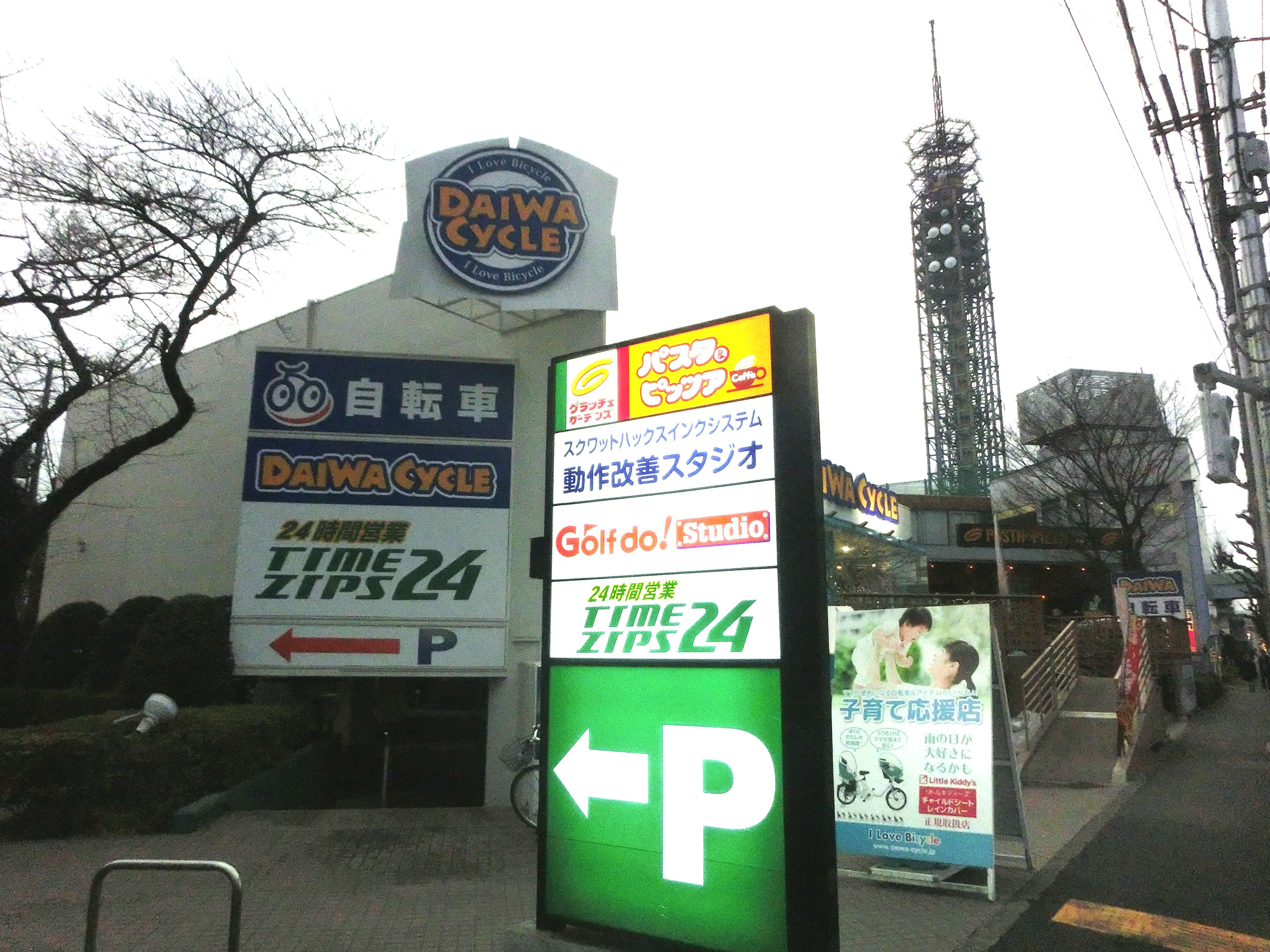
田無ファミリーランド南側より（正面は自転車店のDAIWA CYCLE）
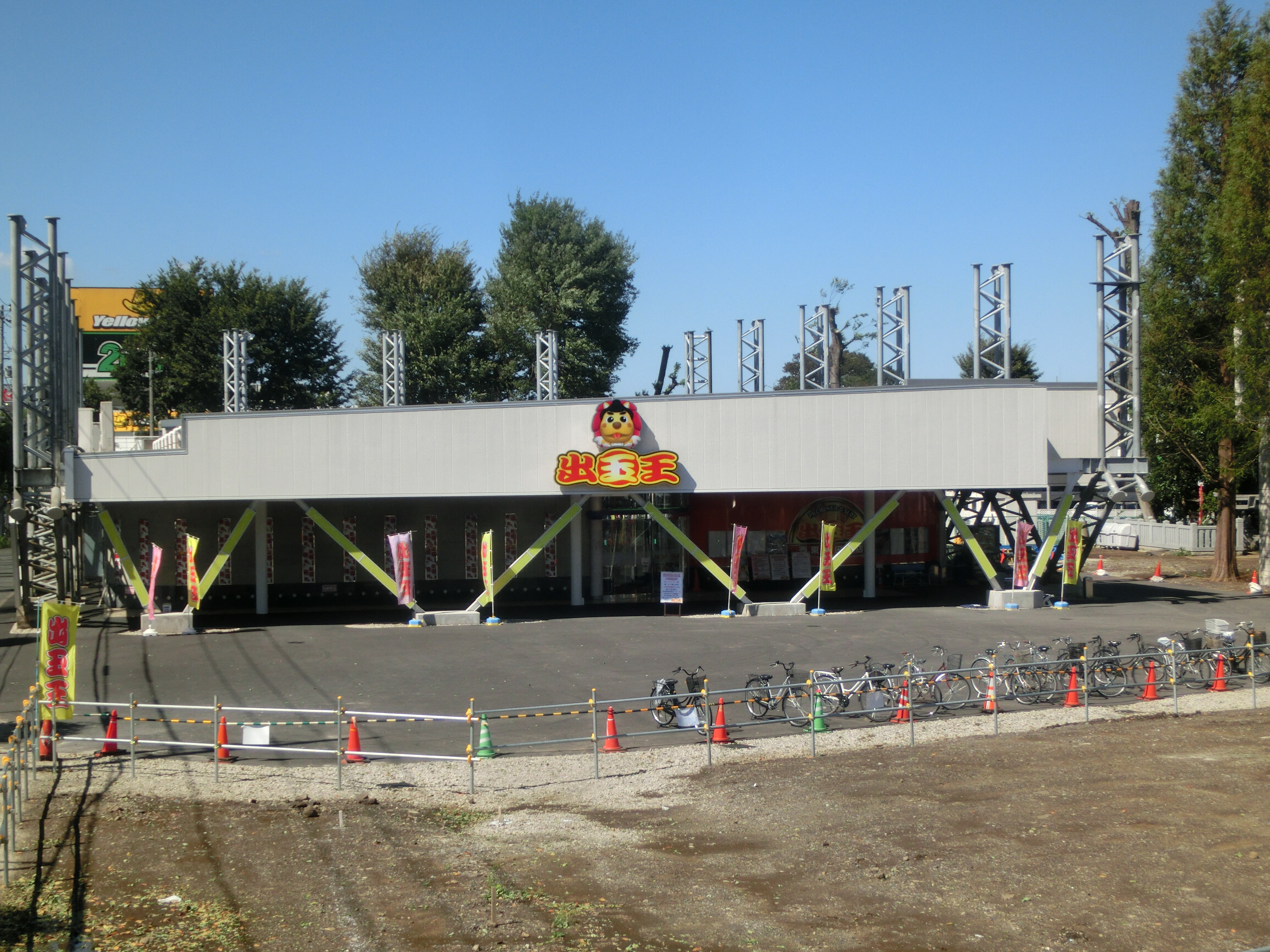
出玉王（パチンコ店）
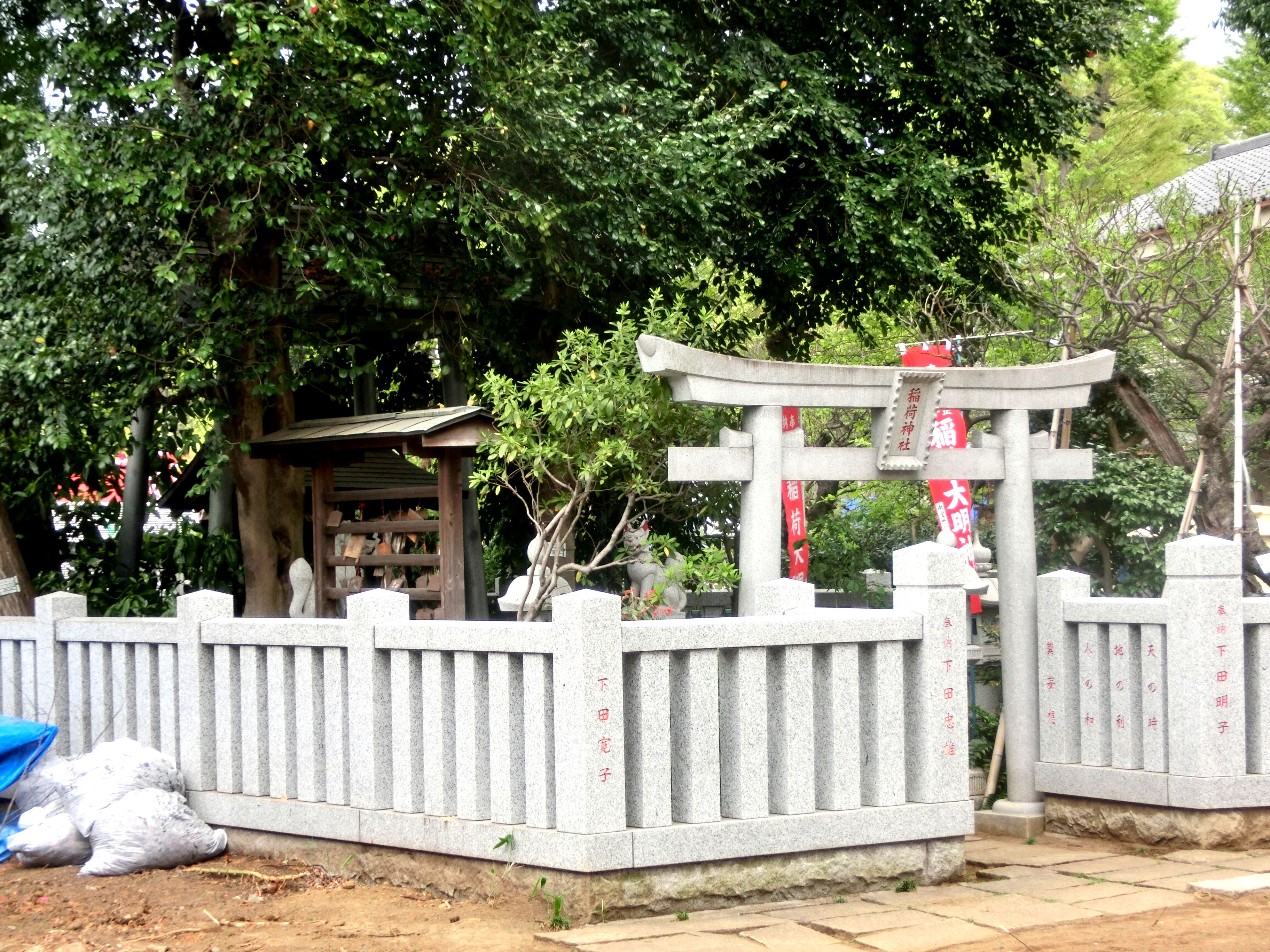
稲荷神社（敷地北側）
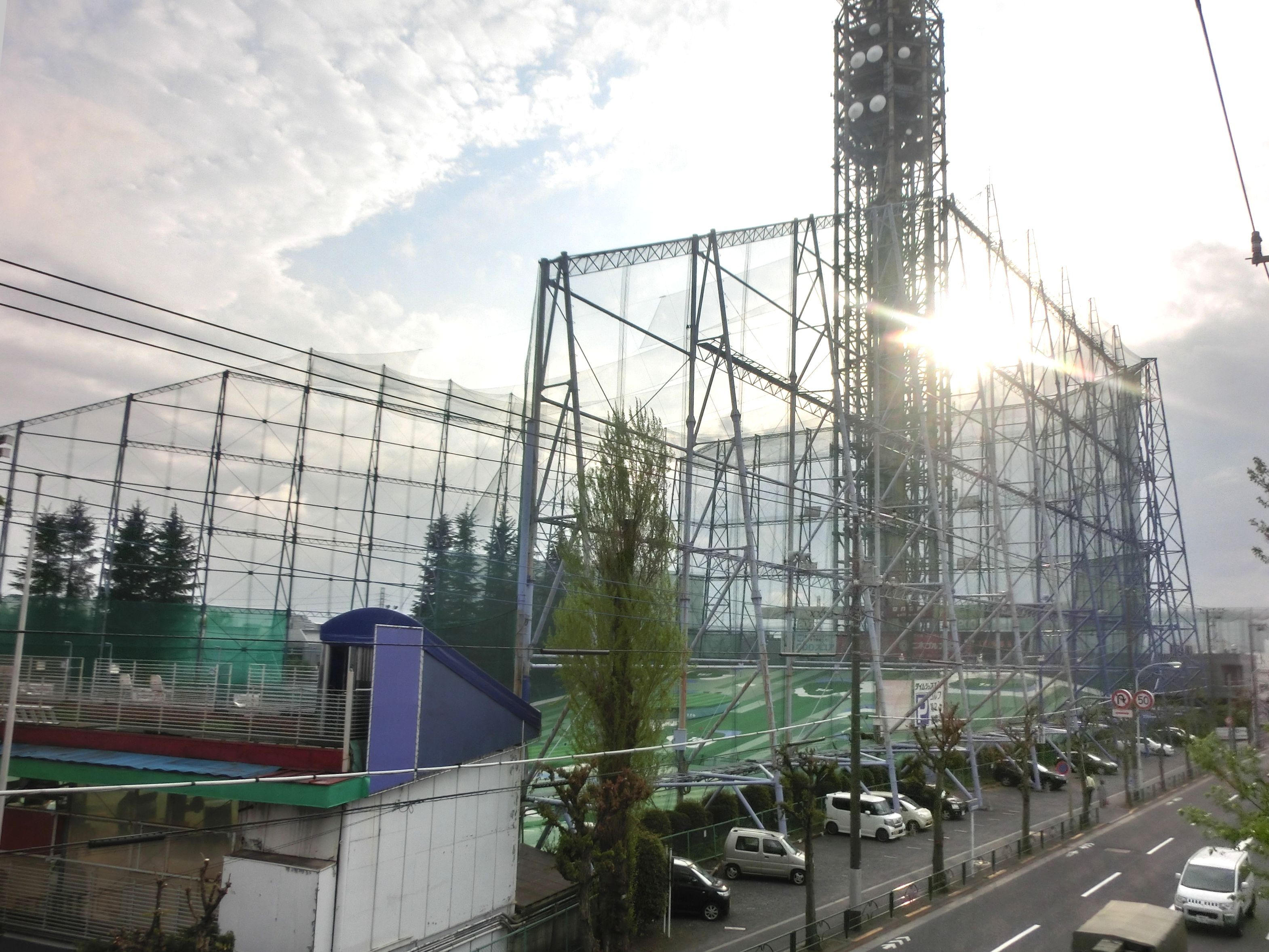
TIME ZIPS24（ゴルフ練習場）
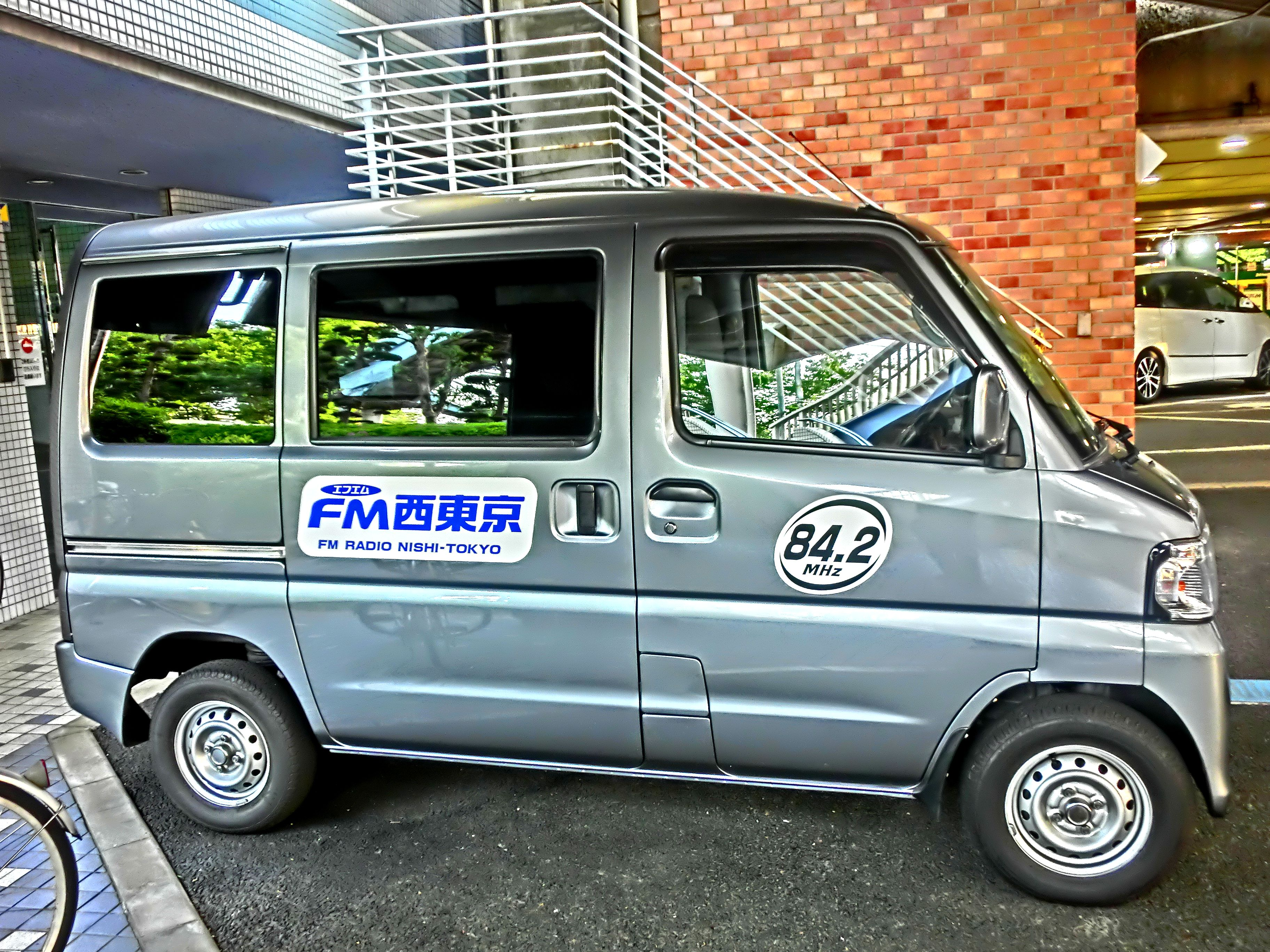
FM西東京移動車

### 過去の施設

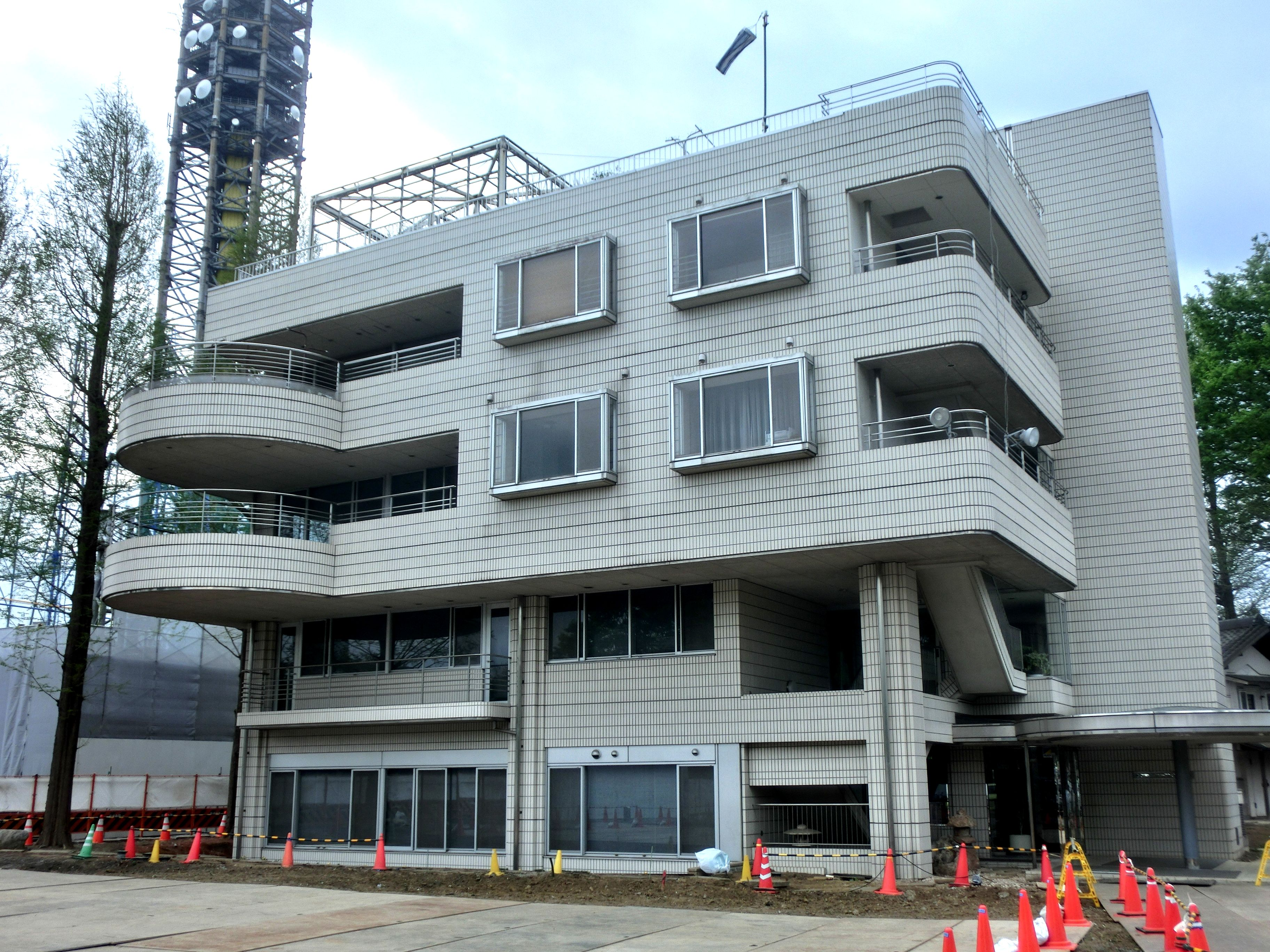
田無ファミリーランド本社社屋（敷地北側）
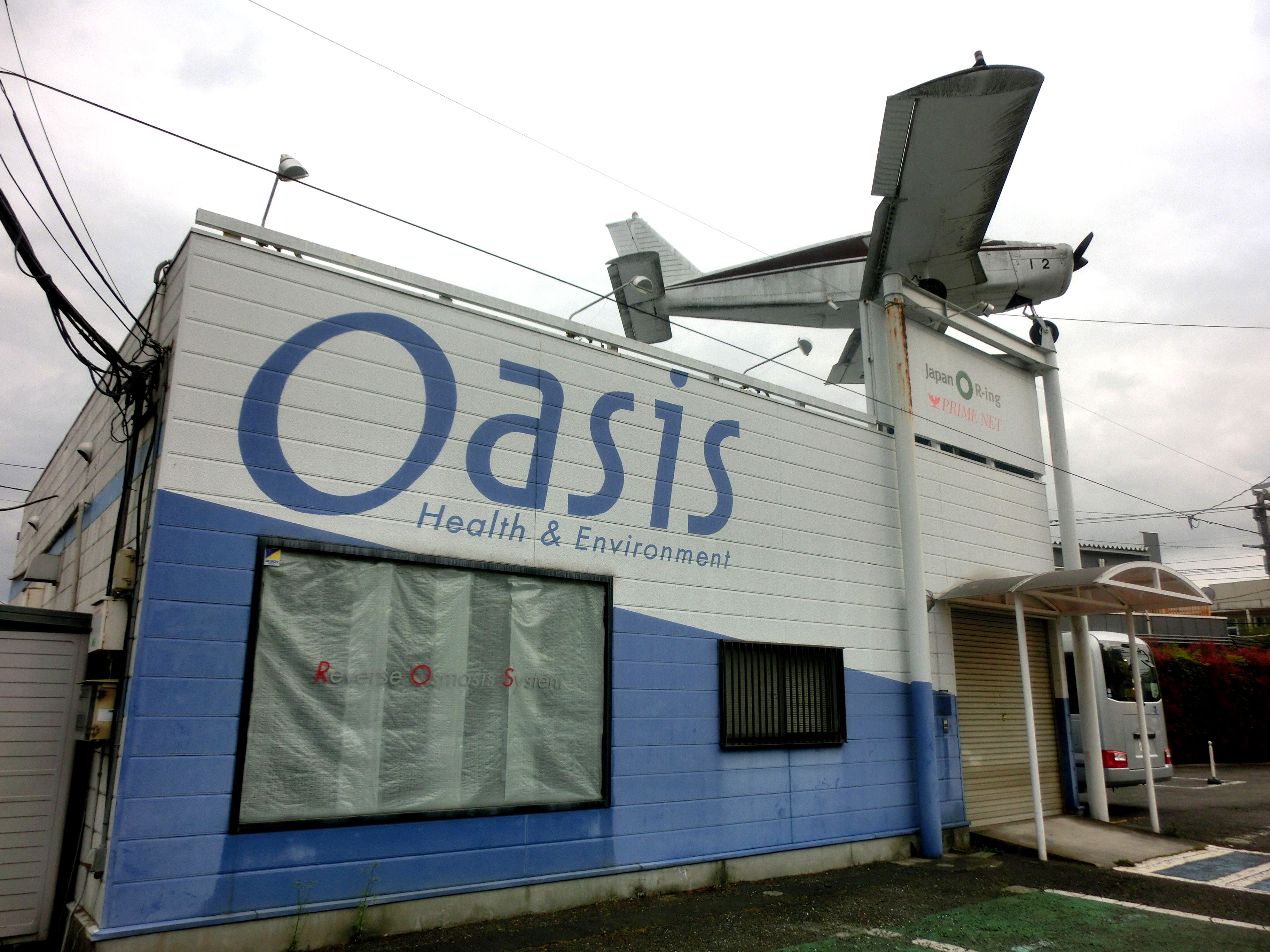
スタジオ・オアシス（旧ネットカフェ西遊記）
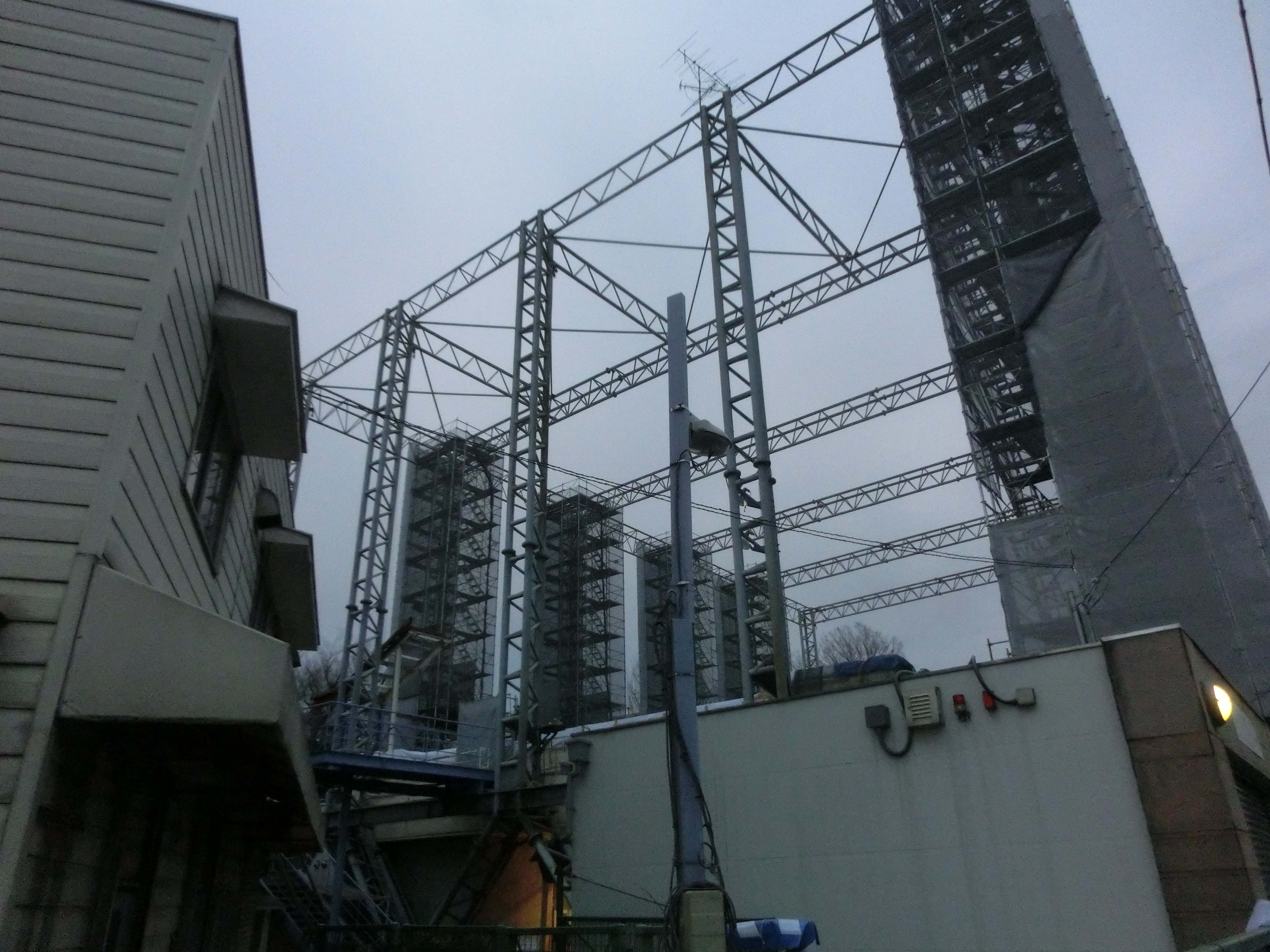
旧バッティングセンター
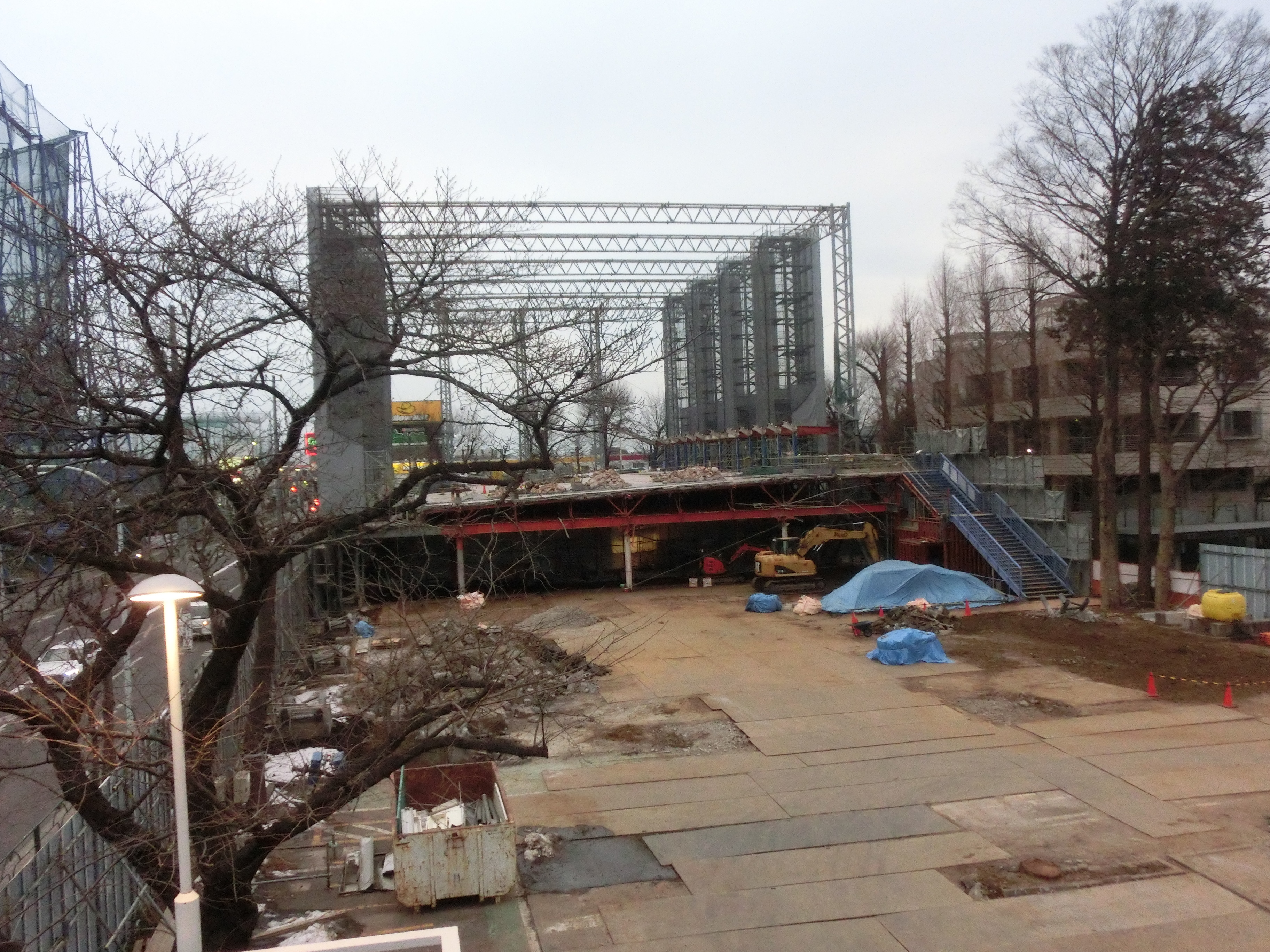
旧バッティングセンター跡地

## 主な番組
2020年4月改編で24時間放送を終了し、毎日深夜0:30 - 5:00は放送を休止するようになった。2020年4月1日 - 12月31日までは深夜1:00まで放送を行っていた。
★印…まちテナスタジオからの公開放送番組
一部の生放送番組は第5週目に該当する日（毎月29日 - 31日）は放送を休止する。

### 平日の番組
- ★ラジヲとどこ行く!（月 13:00 - 15:00）
- ★おふざけカンパニーOWAKIVENING（月 17:00 - 19:00）
- みんなおいでよ東京聖新会（第2月 12:15 - 12:45）
- 藤原浩のやすらぎの小径（第3月 12:15 - 12:45）
- 音楽 評判堂（月 22:30 - 23:00）
- FC東京スピリット!（火 22:00 - 22:30）
- キャベツ確認中のこんばんワイド22時半!（火 22:30 - 23:00）
- ★スイナナ!（水 19:00 - 20:00）
- 高橋勇太のRockin'Journey（水 22:30 - 23:00）
- ラジバタ2VR（木 23:00 - 23:30）
- QRL（木 23:30 - 24:00）
- ★とんでけ!Friday♪（金　17:00 - 19:00）
- （有）澤山Q便（金 22:00 - 23:00）

### 土曜日の番組
- ★ウィークエンドボイス（11:00 - 12:45）
- あつまれ!子ども食堂（13:00 - 14:00）
- ★WEEKLY MUSIC TOP 20（14:00 - 16:00）
- 耳からげっこー!（23:00 - 23:30）
- 矢野孝幸のはなこがねいろ（22:00 - 23:00 再放送：水 23:00 - 24:00）

### 日曜日の番組
- ★わいわいクルー‘s!!（11:00 - 12:45）

## 過去の番組
- グッドモーニング・フロム・スカイタワー
- 西東京ネオ・ライフ
- アスタで駅前生放送
- りえとさやかのChao!Chao!
- キャッチ! あなたとつくるラジオ

放送期間：1998年（平成10年）11月 - 2000年（平成12年）9月（日 10:15 - 11:59（開始当初は9:15 - 10:59）生放送）
内容：地域情報番組
主な番組内のコーナー
- - 「いいまち、味なひと」市民が生出演、対談コーナー
  - ニュースこの1週間」新聞各紙より北多摩地区の記事をコメント付きで紹介
  - 「まちかどレポート」地元の名所、話題の場所をリポーターが中継
- ボンバー・ナイト
- West Tokyo Midnight Cruising
- JJナイト
- 素敵のたね
- まるごとグッドないと
- ひと＋まち＝発見!西東京（月 - 金：13:00 - 14:00）
- 鵜木美絵のグラスボイス（水 23:30 - 24:00）
- Free style（金曜 23:00 - 24:00）
- 東京ルネッサンス（土曜 8:00 - 8:30）
- ゴルフはメンタル"自分が主役"（土曜 8:30 - 9:00）
- 山田春木のこわい病気のやさしい話（土曜 9:30 - 10:00）
- ハローキャリア～これが私の生きる道～（土曜 10:10 - 10:30）
- レイソウルサワー（第3土曜 14:30 - 15:00）
- 西司のRoute842（土曜、15:00 - 16:00）
- 東てるひこのセピアンストーリー（土曜 21:00 - 21:30）2003年[12]
- サンデーライブラリー（日曜 9:00 - 9:30）
- どこいく?（日曜 9:30 - 10:00）
- Happy Talk Sunday（日曜 第1・3 10:00 - 11:00）
- アルパの時間～37弦のメロディ～（日曜、第2・4 10:00 - 11:00）
- 北脇貴士の大相撲甚句（日曜、24:00 - 24:30） - 2015年（平成27年）12月最終週をもって終了
- Pop'nタワー♪（月 - 金：11:00 - 12:45、第2・第3月曜日のみ11:00 - 12:15。）2020年12月25日終了。
- You Gotチャンネルα（月 - 木：17:30 - 19:30、金：17:00 - 19:00、毎月29日 - 31日は休止。）2020年12月25日終了。
- 朝は笑顔で84.2（月 - 金：8:00 - 10:00）
- 生活レシピL（月 - 金：10:00 - 12:00）
- タイガーラジオ（14:00 - 15:00） - 月1放送。タイガーマスク基金を旗頭にする、社会的養護と児童福祉をテーマにした番組[13]。
- ジュンスカのギタリスト!森純太のRock ‘n’ Roll From West City（16:00 - 16:30）2020年4月開始[14]。
- GO!GO! TSP ON THE RADIO（22:00 - 23:00）パーソナリティ：代表:矢野孝幸
- 夢を信じて（月 23:30 - 24:00）
- サロン・ド・武蔵野理髪店（第4月曜  12:15 - 12:45）[15]　架空の理容サロンを舞台にした松本洋平の番組。
- ラジヲとどこ行く?（金 12:00 - 12:45）2021年1月8日スタート。
- ミッドナイトスクール（23:00 - 23:30）※2022年1月より日曜日23:00 - 23:30へ放送時間変更。
- 木下鈴奈・宮世真理子・乙幡美成のおかえりなさいませ!（第2土 23:30 - 24:00）2021年1月9日スタート。
- ★まるごとSUNDAY（13:00 - 15:00）2020年4月開始[16]。木曜日 21:00 - 23:00に再放送されているが、生放送時に放送される交通情報・天気予報の差し替えを行わず、日曜日時点の情報が放送されている。
- ★You Got Station!（月 - 金 17:00 - 19:00）2021年1月8日スタート。
  - オープニングテーマにきゃりーぱみゅぱみゅ（西東京市出身）の「コスメティックコースター」を使用している。

## 特別番組・不定期番組
- セプテンバー・コンサートスペシャル
- FC東京サッカー中継
- 西東京市議会本会議
- 田無市・保谷市合併～こんなまちに住みたい～
- これからどうなる?!　わたしたちのまち
- 市長選・市議選開票速報
- 西東京ブルース842
- マツコ・グランプリin田無（2016年9月27日）[17] - 同年9月22日、テレビ朝日「夜の巷を徘徊する」でマツコ・デラックスが訪れた際に収録。
- 西東京市民まつり関連番組 - 毎年会場内にブースを設けて公開生放送を行っている。

## 関連番組
- 仮面ライダーW - 劇中のラジオ局「FM WIND WAVE」のロケ地となった。

## パーソナリティ・レポーター
- バルーンパフォーマーせつこ - You Got Station!（月曜日・木曜日）
- 中村知佳 - You Got Station!（月曜日）
- 布施川一寛 - You Got Station!（火曜日）
- 井坂茜 - You Got Station!（火曜日） Little Musical Stars（日曜日）
- 青木崇 - You Got Station!（火曜日）
- 笹田優美 -  You Got Station!（水曜日）ラジヲとどこ行く?（金曜日）
- じゅんぺい（土屋純平） - You Got Station!（水曜日）
- 人見悠介 - You Got Station!（水曜日）
- 小山千春 - You Got Station!（木曜日） まるごとSUNDAY（日曜日）
- キャベツ確認中 - You Got Station!（木曜日） キャベツ確認中のこんばんワイド22時半!（火曜日） まるごとSUNDAY（日曜日）
- バルーンパフォーマーつぐみ - You Got Station!（木曜日）
- 長谷さおり - You Got Station!（金曜日）
- なでしこきょうこ（万葉響子） - You Got Station!（金曜日）
- 伊達直美 - みんなおいでよ!東京聖新会！！（第3月曜日）
- 原志保 - ラジ音タクシー（第5金曜日）
- 中村マミ- ウィークエンドボイス　メインパーソナリティ
- 酒匂匠 - ウィークエンドボイス内「FC東京スピリット! サタデー」
- 米山涼香 - ウィークエンドボイス（土曜日）
- 青木紘子（ヘルメット隊長） - ウィークエンドボイス内毎月第一土曜「ヘルメット隊長の西東京防災サバイバル」
- 上田貴之 - WEEKLY MUSIC TOP20（土曜日）
- 佐藤希帆 - WEEKLY MUSIC TOP20（土曜日）
- 岩本流星 - WEEKLY MUSIC TOP20（土曜日）
- 渋谷なみこ - 太田昭彦の月刊トレッキングRadio」（第1金曜日） メディエイターラジオショッピング
- 鈴木信克（エフエム西東京 前・代表取締役社長） - QRL（木曜日）
- 西村華奈穂 - ラジバタ2VR（木曜日）
- 中村隆之 - ラジバタ2VR（木曜日）
- 橋爪透 - ラジバタ2VR（木曜日）
- アトリエ水晶　- アトリエ水晶の華やかアジアンライフ（第4金曜日）
- 亀井小百合 - おたママ倶楽部（土曜日）、西東京市からのお知らせ
- ゆったり感 - まるごとSUNDAY（日曜日）

### 過去のパーソナリティー・レポーター
- 朝妻久実
- 東塚菜実子
- 板宮晶大
- 近藤菜穂子
- 汐美真帆
- 森純太
- 柿本珠枝